# Grijze regendaas
De grijze regendaas (Haematopota subcylindrica) is een vliegensoort uit de familie van de dazen (Tabanidae). De wetenschappelijke naam van de soort is voor het eerst geldig gepubliceerd in 1883 door Pandelle.